# Eurosolar
 (mai 2014).
Si vous disposez d'ouvrages ou d'articles de référence ou si vous connaissez des sites web de qualité traitant du thème abordé ici, merci de compléter l'article en donnant les références utiles à sa vérifiabilité et en les liant à la section « Notes et références ».
Eurosolar est une association européenne pour la généralisation des énergies renouvelables et notamment de l'énergie solaire, fondée en 1988.

## Présentation
L'objectif d'Eurosolar est la généralisation de l'usage de l'énergie solaire et de l'énergie du vivant (bioénergie), le développement des technologies associées et le soutien politique de la mise en place des énergies renouvelables.
Eurosolar a été fondée en 1988 à l'initiative d'hommes politiques du parti social-démocrate allemand (SPD), dont Hermann Scheer, le président de l'association.
Eurosolar organise chaque année de nombreuses conférences, par exemple :
- Conférence européenne : « L'énergie solaire dans l'architecture et l'urbanisme » (1998, Bonn)
- Forum mondial pour les énergies renouvelables (2004, Bonn)
- Conférence biomasse : « L'agriculture comme source d'énergie et de matières premières » (2008, Leipzig)

En parallèle, Eurosolar poursuit un travail de lobbying auprès des parlements nationaux en Europe ainsi qu'au niveau de l'Union Européenne. En 2001, Eurosolar a lancé la création d'une organisation mondiale, le Conseil mondial pour les énergies renouvelables (en) (World Council for Renewable Energy).
Depuis 1992, Eurosolar distribue annuellement un prix européen de l'énergie solaire pour des projets particulièrement prometteurs dans le domaine des énergies renouvelables. Par ailleurs, des concours nationaux ont aussi lieu en Allemagne, Autriche, Suisse, Danemark, Espagne et Luxembourg. Les prix concernent alors les domaines suivants :
- Villes et collectivités ou services techniques de la ville
- Entreprises industrielles, commerciales ou agricoles
- Association locale ou régionale de soutien aux énergies renouvelables
- Construction solaire
- Journaliste, auteur ou média pour leur travail sur les énergies renouvelables
- Systèmes de transport à énergie renouvelable
- Enseignement et formation
- Prix spécial pour un engagement personnel particulier

Lors de la 3e Conférence Européenne sur l'Architecture, qui se tenait à Florence, le Prix Mouchot a été remis au "Group of Termotecnia" de la "Seville University Energetic Engineering Department", dirigé par Ramon Velasquez.
Les travaux ont trouvé une application lors de l'EXPO'92 de Séville, en particulier sur le projet de l'avenue de l'Europe, HENNIN NORMIER architectes. (Source : le "Conférence Journal" du 21 mai 1993, édité lors de la Conférence de Florence).